# Манселл, Кэрол
Кэ́рол Ма́нселл (род. в Стейт-Колледже, Пенсильвания, США) — американская актриса

.

## Биография и карьера
Кэрол Манселл родилась в Стейт-Колледже (штат Пенсильвания, США).
Наиболее известна по своей первой телевизионной ролью Этель МакДоган (она же Ангел 972), главной героини ситкома «Вниз на Землю», который транслировался на TBS с 1983-го по 1987-й год.
После закрытия сериала, Манселл, в основном, появлялась в отдельных телевизионных эпизодах. Среди её ролей работы в телесериалах «Женаты… с детьми», «Сайнфелд», «Шоу 70-х», «Отчаянные домохозяйки», «Дни нашей жизни» и других.

## Избранная фильмография
| Год       |   | Русское название            | Оригинальное название          | Роль              |
| --------- | - | --------------------------- | ------------------------------ | ----------------- |
| 2005—2006 | с | Отчаянные домохозяйки       | Desperate Housewives           | Пэт Зиглер        |
| 2017      | с | Жизнь Харли                 | Stuck in the Middle            | Фрэн              |
| 2018—2019 | с | Лемони Сникет: 33 несчастья | A Series of Unfortunate Events | старейшина Джемма |
| 2021      | с | Почему женщины убивают      | Why Women Kill                 | тётя Марта        |
| 2021      | с | Бесстыжие                   | Shameless                      | Серена Тизли      |